# Кіпро-мінойське письмо

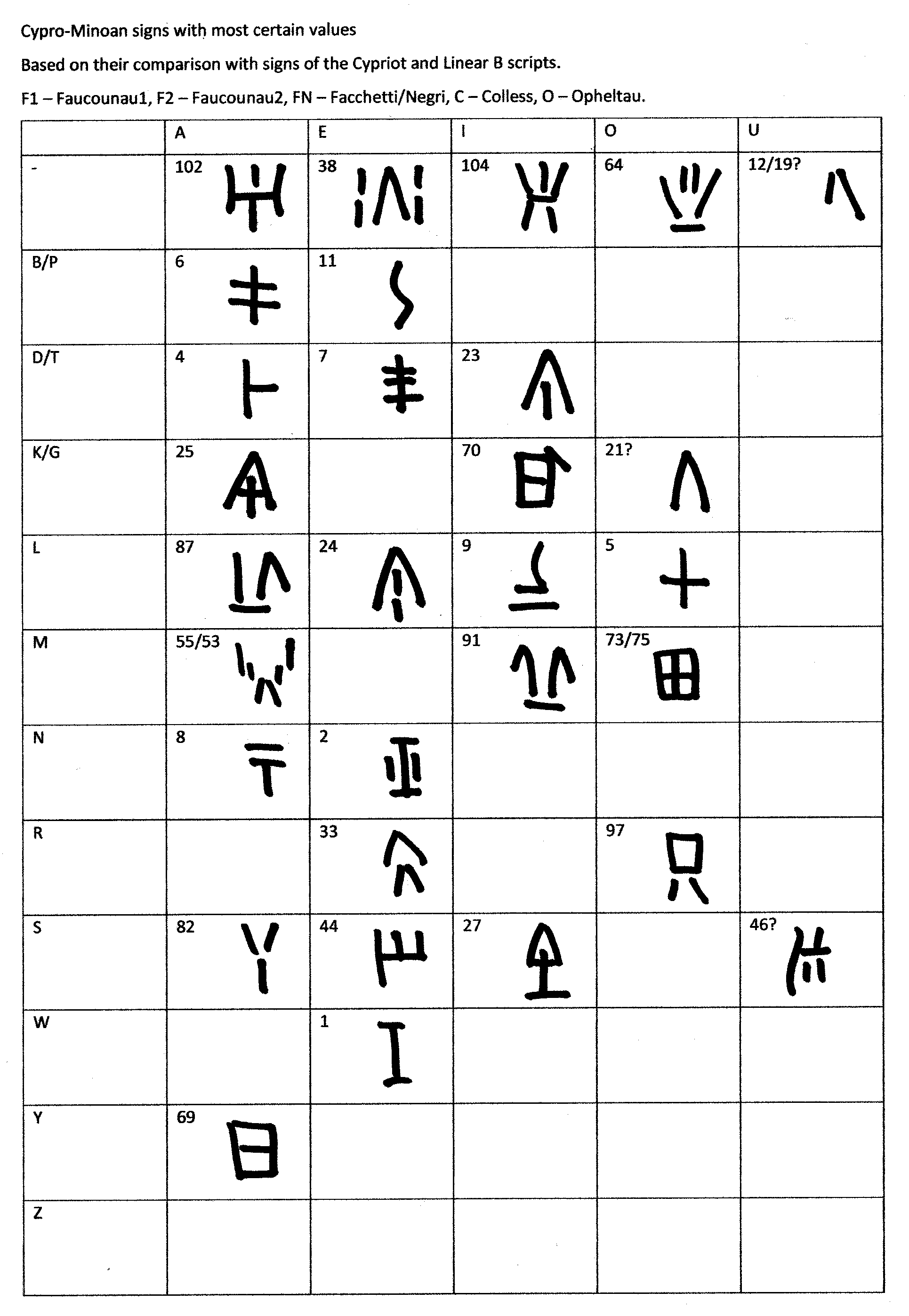
Поточний (2015) консенсус щодо значень ряду знаків кіпро-мінойського письма. Уклав Д. Литов на підставі кількох нещодавніх публікацій (Colless, Faucounau, Ferrara, Steele), наведених нижче.

Кіпро-мінойське письмо — писемність догрецьких жителів острова Кіпр, представлена написами 16-11 століть до н. е (близько 1550–1050 до н. е.). Прямий нащадок критського лінійного письма А, пращур кіпрського письма. Попри те, що встановлено відповідність ряду кіпро-мінойських знаків знакам критського та кіпрського письма, вони залишаються недешифрованими. Дешифрування ускладнюють такі фактори:
- невідома мова письма. Передбачається, що ранні кіпро-мінойські написи виконані мовою, близькою до мінойської (етеокритською), тоді як пізні — мовою одного з «народів моря» (тевкрів), що захопили Кіпр на зламі 13-12 століть до н. е. (приблизно збігається із мовою догрецьких етеокіпрських написів);
- стрімка еволюція письма — знаки різних періодів сильно відрізняються за накресленням, що ускладнює реконструкцію перехідних форм між знаками критського лінійного письма А і кіпрського письма. Можливо, зміна форм знаків пов'язана зі зміною мови написів. В 20-21 сторіччі деякі фахівці пропонують говорити про два різновиди кіпро-мінойського письма.